# Kloster Stötterlingenburg

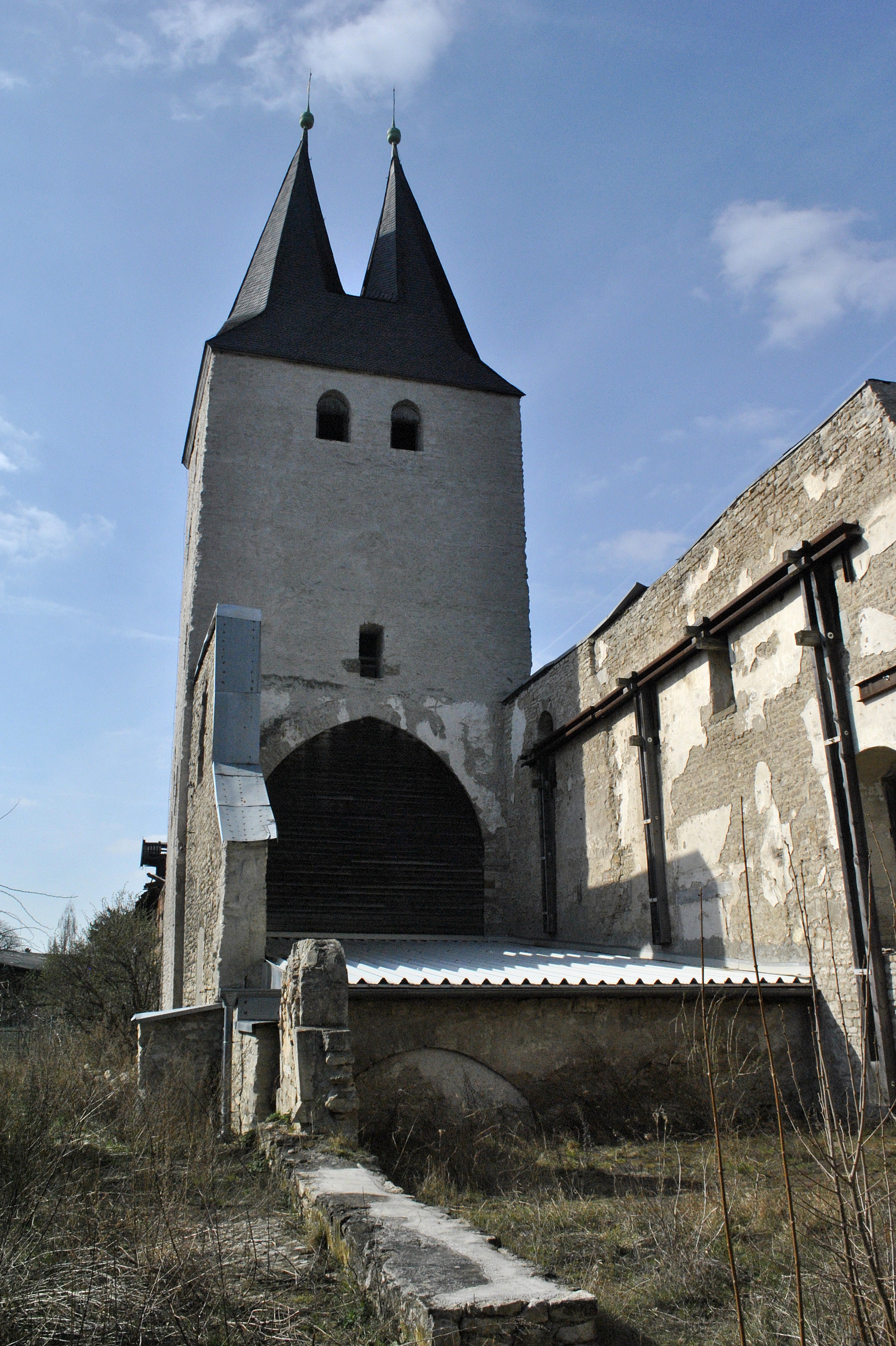
Turm der Klosterkirche, 2017

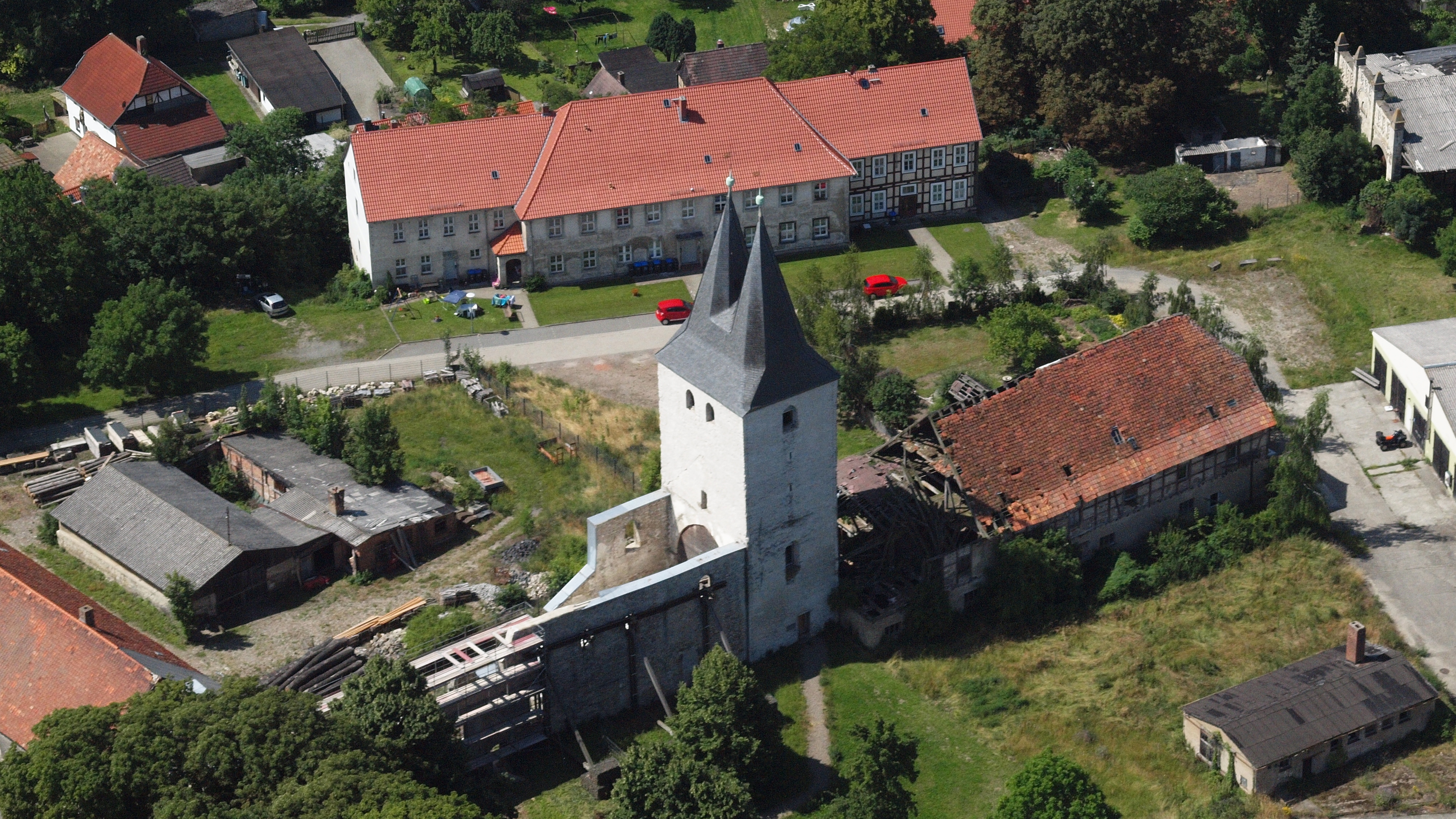
Luftaufnahme, 2014

Das Kloster Stötterlingenburg war ein Benediktinerinnenkloster in Lüttgenrode.

## Geschichte

### Gründung
Im Jahr 992 wurde das Kloster von Hildeward von Halberstadt gestiftet und drei Jahre später geweiht. Unter Bischof Reinhard wurde es erneuert. Innozenz IV. nahm es 1249 unter Schutz. 1297 sind die Grafen von Regenstein als Vögte genannt.

### 1500 bis 1900
1525 erfolgten während des Bauernaufstandes Plünderungen und Zerstörungen, von denen sich das Kloster nie wieder vollständig erholt hatte. So wurde es 1557 aufgrund der Reformation aufgehoben. 1606 wurde es landesherrliches Amt. Kleist von Nollendorf bekam es 1814 wie auch Wülperode geschenkt. 1850 war nach alten Matrikeln der Ober-Amtmann Hecht für Stötterlingenburg zuständig.

### 1900 bis 2000
Aus dem Amt entwickelte sich der zunächst juristisch eigenständige Gutsbezirk Stötterlingenburg. Dieser umfasste gemäß dem Gothaischen Hofkalender 667 ha große Besitz gehörte zeitweise der briefadeligen Familie des 1886 nobilitierten Hans August Wilhelm Ferdinand Lambrecht-Stötterlingenburg, respektive denen von Benda. Sie wiederum übernahmen nach Angaben aus dem Genealogischen Handbuch des Adels für Stötterlingenburg einen Familienfideikommiss. Eigentümer waren der Sohn des Robert von Benda, Kurt von Lambrecht-Benda (1848–1922), verheiratet mit der Professorentochter Maria (Myriam) Gentz. Erbe als Fideikommissherr wurde Wolfgang von Lambrecht-Benda (1885–1967). Beide Gutsherren waren Rechtsritter des Johanniterordens. Die Begüterung Stötterlingenburg besaß 1922 eine Größe von 666 ha Land, davon waren 7 ha Waldbesitz.
Am 30. September 1928 wurde der vormals entstandene Gutsbezirk Stötterlingenburg einschließlich des Vorwerks Bäselers Hof mit der Landgemeinde Lüttgenrode vereinigt mit Ausnahme des dem Rittergutsbesitzer Michaelis Braun in Suderode gehörigen Ackerbesitzes unter Zusammenlegung dieser Grundstücke und des südlich angrenzenden Verkehrsweges erster Klasse mit dem Gutsbezirk Suderode.
Der bauliche Verfall schritt seit dem 16. Jahrhundert stetig fort. 1952 wurde versucht, mit der Reparatur des Turms, des Daches und des Innenraums diesem Einhalt zu gebieten. In der Folge konnte am 13. April 1958 die St.-Stephanus-Kirche neu geweiht werden. Dennoch musste aufgrund erneuter Dachschäden und Mauereinbrüchen in der Südwand der kirchliche Betrieb eingestellt werden. 1968 fand der letzte Gottesdienst in der Kirche statt und im nächsten Jahr musste der Kircheninnenraum gesperrt werden. Das Inventar wurde 1972 nach Stötterlingen und Osterwieck ausgelagert. Nach dem kompletten Einsturz des Daches und der Südwand des Kirchenschiffes 1981, sollte das Gebäude 1986 gesprengt werden. Das Engagement der örtlichen Kirchengemeinde in Zusammenarbeit mit dem Denkmalschutz konnte dies verhindern. 1990 begann mit der Arbeit eines Förderkreises der erste Bauabschnitt der Sanierung des Gebäudes, sodass 1995 die 1000-jährige Kirchweihe gefeiert werden konnte.

### Ab 2000
2005 startete der zweite Bauabschnitt mit Sicherungsarbeiten, um einem weiteren Verfall abzuwenden. Zu Gottesdiensten ist bisher nur in den Sommermonaten der Turmraum nutzbar.
Der Turm der Klosterkirche ist relativ gut wiederhergestellt und gibt dem Ort weithin sichtbar eine charakteristische Silhouette. Vom Kirchenschiff stehen nur noch Teile der Wand.